# Borderlands (Film)
Borderlands ist eine Actionkomödie und ein Abenteuerfilm von Eli Roth. Der Film bedient sich der Ideen und Figuren der gleichnamigen Computerspielreihe. Im Film spielt Cate Blanchett eine Gesetzlose, die nach der Rückkehr auf ihren Heimatplaneten Pandora eine gefährliche Mission erhält und daher ein Team aufbaut. Der Film kam Anfang August 2024 in die US-amerikanischen Kinos und Mitte des Monats in die deutschen Kinos.

## Handlung
Lilith, eine berüchtigte Kopfgeldjägerin mit einer mysteriösen Vergangenheit, kehrt nur ungern auf ihren Heimatplaneten Pandora zurück, den chaotischsten Planeten der Galaxis. Sie wurde mit der Aufgabe betraut, die vermisste Tochter des mächtigsten Bösewichts des Universums, Atlas, zu finden. Lilith stellt für die Mission ein Team zusammen, das aus dem ehemaligen Elite-Söldner Roland, der jungen und wilden Sprengmeisterin Tiny Tina und deren muskelbepackter Beschützer Krieg sowie der Wissenschaftlerin Tannis besteht. Begleitet werden sie von dem Roboter Claptrap.

## Die ComputerspielreiheBorderlands
Der Film greift Ideen und Figuren aus der Science-Fiction-Computerspielreihe Borderlands auf. Die Spiele der Reihe vereinen ein Space-Western- und Science-Fantasy-Setting und die Genres Ego-Shooter und Rollenspiel. Sie besteht aus vier Spielen in der Hauptreihe und vier Ablegern.

## Produktion

### Regie und Drehbuch
Regie führte Eli Roth, der gemeinsam mit Joe Crombie auch das Drehbuch schrieb, dessen Geschichte die Ideen und Figuren der Spielereihe aufgreift. Die Welt ist jedoch nicht identisch. Vielmehr ist der Film in einem parallelen Borderlands Cinematic Universe angesiedelt und erzählt eine eigene Geschichte vor dem bekannten Hintergrund.

### Besetzung und Synchronisation
| Darsteller/Originalsprecher | Deutscher Synchronsprecher | Rolle               |
| --------------------------- | -------------------------- | ------------------- |
| (Jack Black)                | Chris Tall                 | Claptrap            |
| Cate Blanchett              | Elisabeth Günther          | Lilith              |
| Kevin Hart                  | Leonhard Mahlich           | Roland              |
| Ariana Greenblatt           | Lana Finn Marti            | Tiny Tina           |
| Jamie Lee Curtis            | Sabine Falkenberg          | Dr. Patricia Tannis |
| Édgar Ramírez               | Nico Mamone                | Deukalian Atlas     |
| Bobby Lee                   | Tim Sander                 | Larry               |
| Steven Boyer                | Tobias Müller              | Scooter             |
| Gina Gershon                | Anke Reitzenstein          | Mad Moxxi           |

Die Oscar-Preisträgerin Cate Blanchett spielt die Gesetzlose Lilith und die ebenfalls mit einem Oscar ausgezeichnete Jamie Lee Curtis ihre neue Gefolgin Tannis. Das Team wird von Kevin Hart in der Rolle von Roland und Ariana Greenblatt in der Rolle von Tiny Tina ergänzt. Jack Black spielt/spricht den Roboter Claptrap, der sie begleitet. Janina Gavankar ist in der Rolle von Knoxx zu sehen. Ebenfalls eine größere Rolle übernahm die Schauspielerin und Sängerin Haley Bennett. Der deutsch-rumänische Schauspieler Florian Munteanu ist in der Rolle von Krieg zu sehen. Weiter auf der Besetzungsliste finden sich Édgar Ramírez als der Herrscher Atlas, Gina Gershon als Moxxi, Cheyenne Jackson als Jakobs und Benjamin Byron Davis als Marcus.
Die deutsche Synchronisation entstand nach der Dialogregie von Björn Schalla im Auftrag der Cinephon Filmproduktions GmbH in Berlin.

### Dreharbeiten und Filmmusik
Die Dreharbeiten fanden von Anfang April bis Juni 2021 in der ungarischen Hauptstadt Budapest statt. Später mussten einige Szenen neu aufgenommen werden, was die Produktion verzögerte. Als Kameramann fungierte der Niederländer Rogier Stoffers, mit dem Roth bereits für seine Filme Das Haus der geheimnisvollen Uhren und Death Wish zusammenarbeitete.
Ursprünglich sollte Nathan Barr die Filmmusik komponieren, mit dem Roth bereits für Filme wie Hostel und dessen Fortsetzung, Cabin Fever und ebenfalls Das Haus der geheimnisvollen Uhren zusammengearbeitet hatte. Im Herbst 2023 wurde bekannt, dass Steve Jablonsky diese Aufgabe übernimmt. Er war in seiner beruflichen Laufbahn des Öfteren für den Filmregisseur Michael Bay tätig. Das Soundtrack-Album mit insgesamt 24 Musikstücken wurde am 9. August 2024 von Milan Records als Download veröffentlicht.

### Marketing und Veröffentlichung
Im Februar 2024 wurde der erste Trailer vorgestellt. Am 22. August 2024 kam Borderlands in die deutschen Kinos. In der Romandie erfolgte der Start bereits am 7. August 2024, in der Deutschschweiz am 8. August 2024 und in den USA am 9. August 2024.

## Rezeption

### Altersfreigabe, Kritiken und Einspielergebnis
Der Film wurde mit Blick auf ein R-Rating gedreht, erst in der Postproduktion wurde eingegriffen, um die Altersfreigabe PG-13 zu erhalten.
Die ersten Kritiken fielen überwiegend negativ aus. Von den bei Rotten Tomatoes aufgeführten Kritiken sind nur zehn Prozent positiv.
Christoph Dobbitsch vom Filmdienst sieht Borderlands als eine Aneinanderreihung von Science-Fiction-Klischees, die nicht stimmig zusammenpassen. Die turbulente Produktionsgeschichte ist deutlich spürbar. Keins der vielen Vorbilder wird erreicht und heraus kommt ein zähes B-Movie. Der einzige Lichtblick ist die Performance von Cate Blanchett, die zwar absolut überqualifiziert ist, aber eine Menge Spaß an ihrer Performance hat.
Die weltweiten Einnahmen des Films aus Kinovorführungen belaufen sich nach einer Woche auf 26,1 Millionen US-Dollar.

### Auszeichnungen
Costume Designers Guild Awards 2025
- Nominierung für die Besten Kostüme in einem Science-Fiction/Fantasy-Film (Daniel Orlandi)[19]

Goldene Himbeere 2025
- Nominierung als Schlechtester Film
- Nominierung für die Schlechteste Regie (Eli Roth)
- Nominierung als Schlechteste Schauspielerin (Cate Blanchett)
- Nominierung als Schlechtester Nebendarsteller (Jack Black)
- Nominierung als Schlechtester Nebendarsteller (Kevin Hart)
- Nominierung als Schlechteste Filmpaarung (zwei beliebige widerwärtige Charaktere)

The Queerties 2024
- Nominierung als Next Big Thing[20]